# Liste der Einträge im National Register of Historic Places im Winnebago County (Wisconsin)

Lage des Winnebago County in Wisconsin

Die Liste der Einträge im National Register of Historic Places im Winnebago County in Wisconsin führt alle Bauwerke und historischen Stätten im Winnebago County auf, die in das National Register of Historic Places aufgenommen wurden.

## Legende
| NRHP | Historic Place    |
| HD   | Historic District |

## Aktuelle Einträge
| [ 2 ] | Name                                                       | Bild                                                       | Eintragsdatum                | Lage | Ort                | Beschreibung                                                                               |
| ----- | ---------------------------------------------------------- | ---------------------------------------------------------- | ---------------------------- | --- | ------------------ | ------------------------------------------------------------------------------------------ |
| 1     | Algoma Boulevard Historic District                         | Algoma Boulevard Historic District                         | 1994 ID-Nr. 94001368         | Algoma Boulevard zwischen Woodland Avenue und Hollister Avenue 44° 2′ 1″ N, 88° 33′ 23″ W                                                 | Oshkosh            |                                                                                            |
| 2     | Algoma Boulevard Methodist Church                          | Algoma Boulevard Methodist Church                          | 1974 ID-Nr. 74000140         | 1174 Algoma Boulevard 44° 1′ 55″ N, 88° 33′ 19″ W                                                                                         | Oshkosh            | 1890 errichtete Kirche                                                                     |
| 3     | Gustav Augustin Block                                      | Gustav Augustin Block                                      | 1986 ID-Nr. 86001181         | 68 Racine Street 44° 12′ 7″ N, 88° 26′ 46″ W                                                                                              | Menasha            |                                                                                            |
| 4     | Havilah Babcock House                                      | Havilah Babcock House                                      | 1974 ID-Nr. 74000141         | 537 East Wisconsin Avenue 44° 10′ 51″ N, 88° 26′ 59″ W                                                                                    | Neenah             |                                                                                            |
| 5     | George, Sr., and Ellen Banta House                         | George, Sr., and Ellen Banta House                         | 1997 ID-Nr. 97000366         | 348 Naymut Street 44° 11′ 47″ N, 88° 26′ 38″ W                                                                                            | Menasha            |                                                                                            |
| 6     | Edward D. & Vina Shattuck Beals House                      | Edward D. & Vina Shattuck Beals House                      | 2008 ID-Nr. 08000121         | 220 North Park Avenue 44° 11′ 16″ N, 88° 26′ 50″ W                                                                                        | Neenah             |                                                                                            |
| 7     | George O. Bergstrom House                                  | George O. Bergstrom House                                  | 1993 ID-Nr. 93000144         | 579 East Wisconsin Avenue 44° 10′ 50″ N, 88° 26′ 59″ W                                                                                    | Neenah             |                                                                                            |
| 8     | Black Oak School                                           | Black Oak School                                           | 1987 ID-Nr. 87001062         | 5028 South Green Bay Road 43° 56′ 42″ N, 88° 34′ 56″ W                                                                                    | Nekimi             |                                                                                            |
| 9     | Abraham Briggs Bowen House                                 | Abraham Briggs Bowen House                                 | 1982 ID-Nr. 82000731         | 1010 Bayshore Drive 44° 0′ 37″ N, 88° 31′ 29″ W                                                                                           | Oshkosh            |                                                                                            |
| 10    | Brainerd Site                                              |                                                            | 1984 ID-Nr. 84003823         | Adresse nicht veröffentlicht | Neenah             |                                                                                            |
| 11    | Brin Building                                              | Brin Building                                              | 1986 ID-Nr. 86001541         | 1 Main Street 44° 11′ 57″ N, 88° 27′ 10″ W                                                                                                | Menasha            |                                                                                            |
| 12    | Brooklyn No. 4 Fire House                                  | Brooklyn No. 4 Fire House                                  | 1996 ID-Nr. 95001505         | 17 West 6th Avenue 44° 0′ 44″ N, 88° 32′ 19″ W                                                                                            | Oshkosh            |                                                                                            |
| 13    | Carpenter Site (47 Wn 246)                                 |                                                            | 1982 ID-Nr. 82000725         | Adresse nicht veröffentlicht | Eureka             |                                                                                            |
| 14    | Chicago and Northwestern Railroad Depot                    | Chicago and Northwestern Railroad Depot                    | 1994 ID-Nr. 94000134         | 500 North Commercial Street 44° 11′ 35″ N, 88° 27′ 23″ W                                                                                  | Neenah             |                                                                                            |
| 15    | Cole Watch Tower                                           | Cole Watch Tower                                           | 1978 ID-Nr. 78000148         | WIS 21 44° 2′ 51″ N, 88° 46′ 54″ W | Omro               |                                                                                            |
| 16    | Daily Northwestern Building                                | Daily Northwestern Building                                | 1982 ID-Nr. 82000732         | 224 State Street 44° 1′ 0″ N, 88° 32′ 9″ W                                                                                                | Oshkosh            |                                                                                            |
| 17    | Doty Island (47-WN-30)                                     |                                                            | 1985 ID-Nr. 85001368         | Adresse nicht veröffentlicht | Menasha            |                                                                                            |
| 18    | Doty Island Village Site                                   | Doty Island Village Site                                   | 1996 ID-Nr. 95001552         | Adresse nicht veröffentlicht 44° 11′ 19″ N, 88° 26′ 19″ W                                                                                 | Neenah             |                                                                                            |
| 19    | East Forest Avenue Historic District                       | East Forest Avenue Historic District                       | 2005 ID-Nr. 05001229         | Abgegrenzt durch East Forest Avenue, Webster Street, Hewitt Street und 11th Street 44° 11′ 27″ N, 88° 26′ 44″ W                           | Neenah             |                                                                                            |
| 20    | Eureka Lock and Lock Tender's House                        | Eureka Lock and Lock Tender's House                        | 1976 ID-Nr. 76000082         | Fox River 43° 59′ 45″ N, 88° 52′ 18″ W | Eureka             |                                                                                            |
| 21    | First Methodist Church                                     | First Methodist Church                                     | 1995 ID-Nr. 95000247         | 502 North Main Street 44° 1′ 12″ N, 88° 32′ 13″ W                                                                                         | Oshkosh            | 1924 errichtete Methodistenkirche                                                          |
| 22    | First Presbyterian Church                                  | First Presbyterian Church                                  | 1974 ID-Nr. 74000142         | 110 Church Avenue 44° 1′ 14″ N, 88° 32′ 19″ W                                                                                             | Oshkosh            | 1893 errichtete Kirche                                                                     |
| 23    | Frontenac                                                  | Frontenac                                                  | 1982 ID-Nr. 82000733         | 132-140 High Street und 9 Brown Street 44° 1′ 5″ N, 88° 32′ 22″ W                                                                         | Oshkosh            |                                                                                            |
| 24    | Hans Gram House                                            | Hans Gram House                                            | 1987 ID-Nr. 87001123         | 345 East Wisconsin Avenue 44° 11′ 1″ N, 88° 27′ 19″ W                                                                                     | Neenah             |                                                                                            |
| 25    | Grand Loggery                                              | Grand Loggery                                              | 1974 ID-Nr. 74000143         | Doty Park (Lincoln Street) 44° 11′ 14″ N, 88° 26′ 53″ W                                                                                   | Neenah             |                                                                                            |
| 26    | Augustin Grignon Hotel                                     | Augustin Grignon Hotel                                     | 1975 ID-Nr. 75000084         | Main Street Ecke Washington Street 44° 5′ 58″ N, 88° 39′ 12″ W                                                                            | Butte des Morts    |                                                                                            |
| 27    | Richard Guenther House                                     | Richard Guenther House                                     | 1984 ID-Nr. 84003824         | 1200 Washington Avenue 44° 1′ 5″ N, 88° 31′ 18″ W                                                                                         | Oshkosh            | 1888 im Queen Anne Style errichtetes Wohnhaus des Kongressabgeordneten Richard W. Guenther |
| 28    | Frank Winchester Hawks House                               | Frank Winchester Hawks House                               | 1997 ID-Nr. 97000430         | 433 East Wisconsin Avenue 44° 10′ 57″ N, 88° 27′ 14″ W                                                                                    | Neenah             |                                                                                            |
| 29    | Jessie Jack Hooper House                                   | Jessie Jack Hooper House                                   | 1978 ID-Nr. 78000151         | 1149 Algoma Boulevard 44° 1′ 52″ N, 88° 33′ 20″ W                                                                                         | Oshkosh            |                                                                                            |
| 30    | Irving-Church Historic District                            | Irving-Church Historic District                            | 1994 ID-Nr. 94000156         | Abgegrenzt durch West Irving Avenue, Franklin Street, Church Avenue, Wisconsin Street und Amherst Avenue 44° 1′ 23″ N, 88° 32′ 45″ W      | Oshkosh            |                                                                                            |
| 31    | Ellis Jennings House                                       | Ellis Jennings House                                       | 1992 ID-Nr. 92000110         | 711 East Forest Avenue 44° 11′ 24″ N, 88° 26′ 54″ W                                                                                       | Neenah             |                                                                                            |
| 32    | Rev. Jens N. Jersild House                                 | Rev. Jens N. Jersild House                                 | 2003 ID-Nr. 03000898         | 331 East Wisconsin Avenue 44° 11′ 2,7″ N, 88° 27′ 24″ W                                                                                   | Neenah             |                                                                                            |
| 33    | Kamrath Site                                               |                                                            | 1975 ID-Nr. 75000085         | Adresse nicht veröffentlicht | Winneconne         |                                                                                            |
| 34    | Judge J.C. Kerwin House                                    | Judge J.C. Kerwin House                                    | 1996 ID-Nr. 96000907         | 516 East Forest Avenue 44° 11′ 26″ N, 88° 26′ 58″ W                                                                                       | Neenah             |                                                                                            |
| 35    | Kimberly Point Park Lighthouse                             | Kimberly Point Park Lighthouse                             | 2013 ID-Nr. 12001275         | 290 Lake Shore Avenue 44° 11′ 8,2″ N, 88° 26′ 30″ W                                                                                       | Neenah             | Auch als Neenah Light bekannt                                                              |
| 36    | Carl Koch Block                                            | Carl Koch Block                                            | 1986 ID-Nr. 86001539         | 2 Tayco Street 44° 11′ 56″ N, 88° 27′ 11″ W                                                                                               | Menasha            |                                                                                            |
| 37    | Larson Brothers Airport                                    | Larson Brothers Airport                                    | 1984 ID-Nr. 84003825         | WIS 150 44° 12′ 10″ N, 88° 38′ 19″ W | Town of Clayton    | 1923 errichteter Flugplatz                                                                 |
| 38    | Lasley’s Point Site                                        | Lasley’s Point Site                                        | 1979 ID-Nr. 79000120         | Adresse nicht veröffentlicht | Winneconne         |                                                                                            |
| 39    | Perry Lindsley House                                       | Perry Lindsley House                                       | 2003 ID-Nr. 03000899         | 1102 East Forest Avenue 44° 11′ 33″ N, 88° 26′ 36″ W                                                                                      | Neenah             |                                                                                            |
| 40    | Robert Lutz House                                          | Robert Lutz House                                          | 1982 ID-Nr. 82000734         | 1449 Knapp Street 44° 0′ 17″ N, 88° 33′ 47″ W                                                                                             | Oshkosh            | 1925 nach einem Entwurf des Architekten William Waters errichtetes Wohnhaus                |
| 41    | Mayer-Bankerob House                                       | Mayer-Bankerob House                                       | 1999 ID-Nr. 99001174         | 809 Ceape Avenue 44° 0′ 53″ N, 88° 31′ 36″ W                                                                                              | Oshkosh            |                                                                                            |
| 42    | Menasha Dam                                                | Menasha Dam                                                | 1993 ID-Nr. 93001330         | Fox River auf Höhe der Mill Street 44° 11′ 58″ N, 88° 26′ 48″ W                                                                           | Menasha            | Stauwerk des Fox River                                                                     |
| 43    | Menasha Lock Site                                          | Menasha Lock Site                                          | 1998 ID-Nr. 93001323         | Adresse nicht veröffentlicht | Menasha            | Schleuse am Stauwerk des Fox River                                                         |
| 44    | Metzig Garden Site (47WN283)                               |                                                            | 1988 ID-Nr. 88003070         | Adresse nicht veröffentlicht | Town of Wolf River |                                                                                            |
| 45    | John R. Morgan House                                       | John R. Morgan House                                       | 1983 ID-Nr. 83004365         | 234 Church Avenue 44° 1′ 17″ N, 88° 33′ 13″ W                                                                                             | Oshkosh            |                                                                                            |
| 46    | Neenah United States Post Office                           | Neenah United States Post Office                           | 1990 ID-Nr. 90001743         | 307 South Commercial Street 44° 11′ 5″ N, 88° 27′ 48″ W                                                                                   | Neenah             |                                                                                            |
| 47    | North Main Street Bungalow Historic District               | North Main Street Bungalow Historic District               | 2013 ID-Nr. 13000783         | North Main Street zwischen Nevada Avenue und Huron Avenue 44° 2′ 13,6″ N, 88° 32′ 15,4″ W                                                 | Oshkosh            |                                                                                            |
| 48    | North Main Street Historic District                        | North Main Street Historic District                        | 1996 ID-Nr. 96000250         | North Main Street zwischen Parkway Avenue und Algoma Boulevard sowie Market Street und High Avenue 44° 1′ 11″ N, 88° 32′ 16″ W            | Oshkosh            |                                                                                            |
| 49    | Omro Downtown Historic District                            | Omro Downtown Historic District                            | 1996 ID-Nr. 96000248         | Main Street Ecke South Webster Avenue 44° 2′ 22″ N, 88° 44′ 41″ W                                                                         | Omro               |                                                                                            |
| 50    | Omro High School, Annex and Webster Manual Training School | Omro High School, Annex and Webster Manual Training School | 1985 ID-Nr. 85001369         | 515 South Webster Street 44° 2′ 7″ N, 88° 44′ 43″ W                                                                                       | Omro               |                                                                                            |
| 51    | Omro Village Hall and Engine House                         | Omro Village Hall and Engine House                         | 1997 ID-Nr. 97000327         | 144 East Main Street 44° 2′ 21″ N, 88° 44′ 37″ W                                                                                          | Omro               |                                                                                            |
| 52    | Orville Beach Memorial Manual Training School              | Orville Beach Memorial Manual Training School              | 1985 ID-Nr. 85002334         | 240 Algoma Boulevard 44° 1′ 11″ N, 88° 32′ 25″ W                                                                                          | Oshkosh            |                                                                                            |
| 53    | Oshkosh Grand Opera House                                  | Oshkosh Grand Opera House                                  | 1974 ID-Nr. 74000144         | 100 High Avenue 44° 1′ 2″ N, 88° 32′ 19″ W                                                                                                | Oshkosh            | 1883 errichtetes Theater                                                                   |
| 54    | Oshkosh State Normal School Historic District              | Oshkosh State Normal School Historic District              | 1984 ID-Nr. 84000722         | Gebäude 800, 842 und 912 Algoma Boulevard sowie 845 Elmwood Avenue 44° 1′ 45″ N, 88° 33′ 4″ W                                             | Oshkosh            | 1934 errichtete Gebäude auf dem Campus Oshkosh der University of Wisconsin                 |
| 55    | Overton Archeological District                             |                                                            | 1975 ID-Nr. 75000086         | Adresse nicht veröffentlicht | Oshkosh            |                                                                                            |
| 56    | Oviatt House                                               | Oviatt House                                               | 1979 ID-Nr. 79000121         | 842 Algoma Boulevard 44° 1′ 38″ N, 88° 33′ 6″ W                                                                                           | Oshkosh            | 1883 errichtetes Gebäude auf dem Campus Oshkosh der University of Wisconsin                |
| 57    | Henry Paepke House                                         | Henry Paepke House                                         | 1987 ID-Nr. 87000462         | 251 East Doty Avenue 44° 11′ 1″ N, 88° 27′ 30″ W                                                                                          | Neenah             |                                                                                            |
| 58    | Paine Art Center and Arboretum                             | Paine Art Center and Arboretum                             | 1978 ID-Nr. 78000152         | 1410 Algoma Boulevard 44° 2′ 7″ N, 88° 33′ 30″ W                                                                                          | Oshkosh            | 1927 errichteter Botanischer Garten und im Stil des Tudor Revival errichtetes Gartenhaus   |
| 59    | Paine Lumber Company Historic District                     | Paine Lumber Company Historic District                     | 1986 ID-Nr. 86001392         | Abseits der Congress Avenue, abgegrenzt durch High Avenue, New York Avenue und Summit Avenue 44° 2′ 1″ N, 88° 33′ 51″ W                   | Oshkosh            |                                                                                            |
| 60    | William E. Pollock Residence                               | William E. Pollock Residence                               | 6. Dez. 1984 ID-Nr. 84000728 | 765 Algoma Boulevard 44° 1′ 31″ N, 88° 33′ 4″ W                                                                                           | Oshkosh            | 1920 errichtetes Gebäude auf dem Campus Oshkosh der University of Wisconsin                |
| 61    | Read School                                                | Read School                                                | 1993 ID-Nr. 93000025         | 1120 Algoma Boulevard 44° 1′ 52″ N, 88° 33′ 16″ W                                                                                         | Oshkosh            |                                                                                            |
| 62    | Riverside Cemetery                                         | Riverside Cemetery                                         | 2003 ID-Nr. 03000578         | 1901 Algoma Boulevard 44° 2′ 48″ N, 88° 33′ 58″ W                                                                                         | Oshkosh            |                                                                                            |
| 63    | Security Bank                                              | Security Bank                                              | 1994 ID-Nr. 94001212         | 903 Oregon Street 44° 0′ 37″ N, 88° 32′ 34″ W                                                                                             | Oshkosh            |                                                                                            |
| 64    | J. Leslie Sensenbrenner House                              | J. Leslie Sensenbrenner House                              | 2003 ID-Nr. 03000897         | 256 North Park Avenue 44° 11′ 13″ N, 88° 26′ 42″ W                                                                                        | Neenah             |                                                                                            |
| 65    | Franklyn C. Shattuck House                                 | Franklyn C. Shattuck House                                 | 1978 ID-Nr. 78000153         | 547 East Wisconsin Avenue 44° 10′ 51″ N, 88° 27′ 2″ W                                                                                     | Neenah             |                                                                                            |
| 66    | Henry Sherry House                                         | Henry Sherry House                                         | 1999 ID-Nr. 99001607         | 527 East Wisconsin Avenue 44° 11′ 0″ N, 88° 27′ 6″ W                                                                                      | Neenah             |                                                                                            |
| 67    | Charles R. Smith House                                     | Charles R. Smith House                                     | 1979 ID-Nr. 79000122         | 824 East Forest Avenue 44° 11′ 26″ N, 88° 26′ 42″ W                                                                                       | Neenah             |                                                                                            |
| 68    | Henry Spencer Smith House                                  | Henry Spencer Smith House                                  | 1982 ID-Nr. 82000735         | 706 East Forest Avenue 44° 11′ 27″ N, 88° 26′ 47″ W                                                                                       | Neenah             |                                                                                            |
| 69    | Hiram Smith House                                          | Hiram Smith House                                          | 1996 ID-Nr. 96000990         | 336 Main Street 44° 11′ 10″ N, 88° 28′ 7″ W                                                                                               | Neenah             | 1856 als Oktogon errichtetes Wohnhaus                                                      |
| 70    | Tayco Street Bridge                                        | Tayco Street Bridge                                        | 1986 ID-Nr. 86001182         | Tayco Street und Water Street 44° 11′ 54″ N, 88° 27′ 9″ W                                                                                 | Menasha            |                                                                                            |
| 71    | Trinity Episcopal Church                                   | Trinity Episcopal Church                                   | 1974 ID-Nr. 74000145         | 203 Algoma Boulevard 44° 1′ 8″ N, 88° 32′ 24″ W                                                                                           | Oshkosh            | 1887 im Richardsonian-Romanesque-Stil errichtete Kirche                                    |
| 72    | Upper Main Street Historic District                        | Upper Main Street Historic District                        | 1984 ID-Nr. 84000714         | 163-240 Main Street, 3 Mill Street, 56 Racine Street und 408 Water Street 44° 12′ 4″ N, 88° 26′ 51″ W                                     | Menasha            |                                                                                            |
| 73    | US Post Office-Menasha                                     | US Post Office-Menasha                                     | 1986 ID-Nr. 86001518         | 84 Racine Street 44° 12′ 8″ N, 88° 26′ 47″ W                                                                                              | Menasha            |                                                                                            |
| 74    | Dewitt Clinton Van Ostrand House                           | Dewitt Clinton Van Ostrand House                           | 1997 ID-Nr. 96001575         | 413 Church Street 44° 11′ 5″ N, 88° 27′ 53″ W                                                                                             | Neenah             |                                                                                            |
| 75    | Gorham P. Vining House                                     | Gorham P. Vining House                                     | 1983 ID-Nr. 83004366         | 1590 Oakridge Road 44° 11′ 6″ N, 88° 29′ 57″ W                                                                                            | Neenah             |                                                                                            |
| 76    | Thomas R. Wall Residence                                   | Thomas R. Wall Residence                                   | 1984 ID-Nr. 84000732         | 751 Algoma Boulevard 44° 1′ 30″ N, 88° 33′ 2″ W                                                                                           | Oshkosh            | Auf dem Gelände des Campus Oshkosh der University of Wisconsin gelegen                     |
| 77    | Washington Avenue Historic District                        | Washington Avenue Historic District                        | 1986 ID-Nr. 86001129         | Abgegrenzt durch Merritt Avenue, Linde Street, Lampert Street, Washington Avenue, Bowen Street und Evan Street 44° 1′ 6″ N, 88° 31′ 20″ W | Oshkosh            |                                                                                            |
| 78    | Washington Street Historic District                        | Washington Street Historic District                        | 1986 ID-Nr. 86001180         | 214-216 Washington Street 44° 11′ 43″ N, 88° 27′ 15″ W                                                                                    | Menasha            |                                                                                            |
| 79    | S.H. Waterman House                                        | S.H. Waterman House                                        | 1993 ID-Nr. 93000068         | 1141 Algoma Boulevard 44° 1′ 52″ N, 88° 33′ 21″ W                                                                                         | Oshkosh            |                                                                                            |
| 80    | Frank Whiting Boathouse                                    | Frank Whiting Boathouse                                    | 2011 ID-Nr. 11000204         | 98 5th Street 44° 11′ 8″ N, 88° 26′ 59″ W                                                                                                 | Neenah             |                                                                                            |
| 81    | Frank B. Whiting House                                     | Frank B. Whiting House                                     | 2000 ID-Nr. 00000523         | 620 East Forest Avenue 44° 11′ 34″ N, 88° 26′ 53″ W                                                                                       | Neenah             |                                                                                            |
| 82    | William C. Wing House                                      | William C. Wing House                                      | 1993 ID-Nr. 93000400         | 143 North Park Avenue 44° 10′ 52″ N, 88° 26′ 44″ W                                                                                        | Neenah             |                                                                                            |
| 83    | Winnebago County Courthouse                                | Winnebago County Courthouse                                | 1982 ID-Nr. 82000736         | 415 Jackson Street 44° 1′ 17″ N, 88° 32′ 35″ W                                                                                            | Oshkosh            |                                                                                            |
| 84    | Wisconsin Avenue Historic District                         | Wisconsin Avenue Historic District                         | 1984 ID-Nr. 84003827         | 106-226 West Wisconsin Avenue und 110 Church Street 44° 11′ 14″ N, 88° 27′ 47″ W                                                          | Neenah             |                                                                                            |
| 85    | Wisconsin National Life Insurance Building                 | Wisconsin National Life Insurance Building                 | 1982 ID-Nr. 82000737         | 220 Washington Avenue 44° 1′ 4″ N, 88° 32′ 3″ W                                                                                           | Oshkosh            | Bis 2008 von der Countyverwaltung genutzt                                                  |

## Frühere Einträge
| [ 2 ] | Name                  | Bild                  | Eintragsdatum        | Lage                                               | Ort     | Beschreibung                                                    |
| ----- | --------------------- | --------------------- | -------------------- | -------------------------------------------------- | ------- | --------------------------------------------------------------- |
| 1     | Amos House            |                       | 1982 ID-Nr. 82000730 | 1157 High Avenue 44° 1′ 42″ N, 88° 33′ 17,8″ W     | Oshkosh | 1989 aus dem Register gestrichen                                |
| 2     | Buckstaff Observatory | Buckstaff Observatory | 1979 ID-Nr. 79000119 | 2119 North Main Street 44° 2′ 38″ N, 88° 32′ 18″ W | Oshkosh | 2011 abgerissen und ein Jahr später aus dem Register gestrichen |
| 3     | Menasha City Hall     | Menasha City Hall     | 1984 ID-Nr. 84003826 | 124 Main Street 44° 12′ 1,9″ N, 88° 27′ 3″ W       | Menasha | 1988 abgerissen und ein Jahr später aus dem Register gestrichen |